# 322-я стрелковая дивизия
322-я стрелковая Житомирская Краснознамённая ордена Суворова дивизия — воинское соединение РККА, принимавшее участие в Великой Отечественной войне.

## История

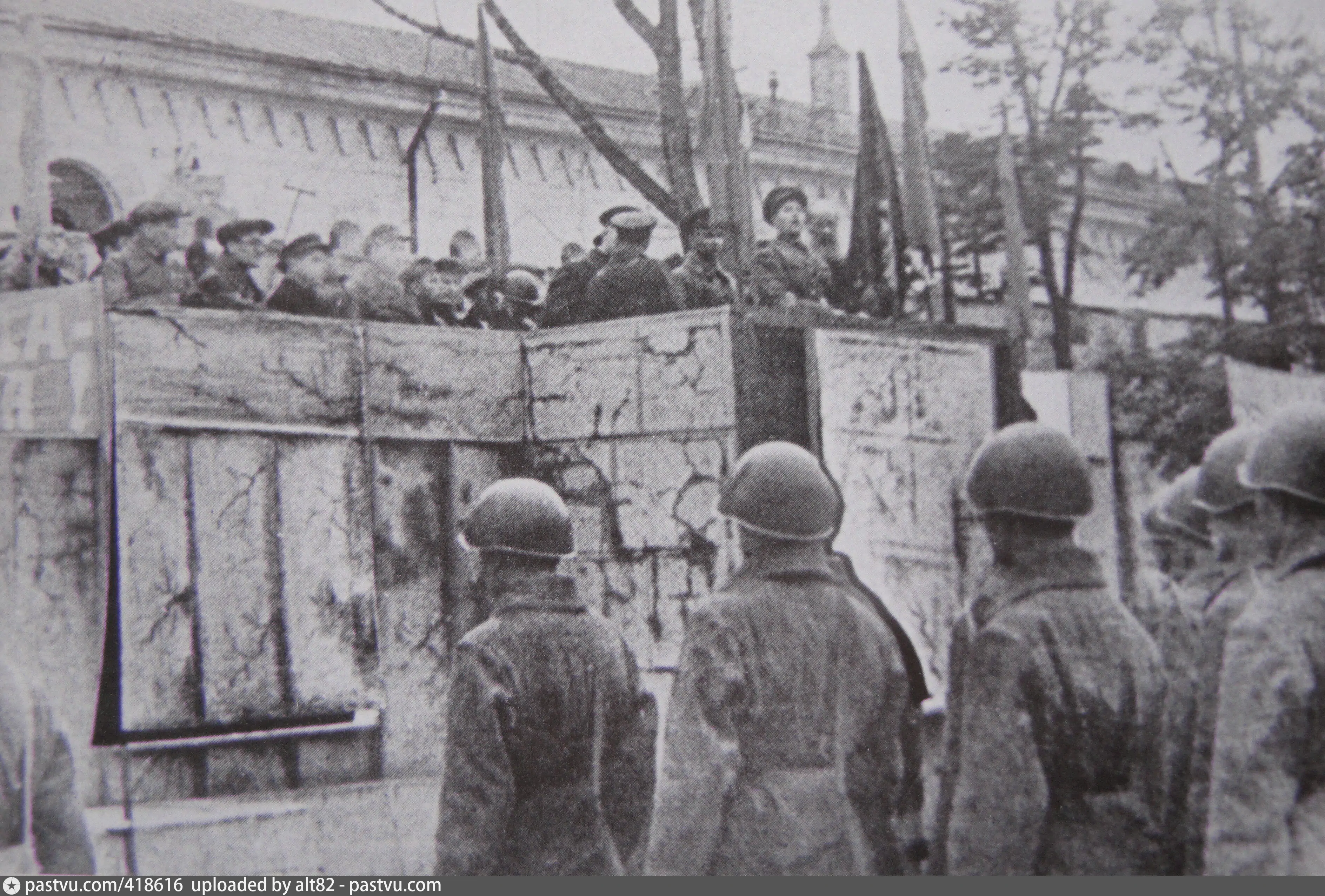
Митинг перед отправкой на фронт 322-й дивизии в Горьком

Была сформирована в августе 1941 в Горьком. По окончании формирования 23 октября 1941 передана на формирование 10-й резервной армии. С 25 по 29 ноября дивизия совместно с частями 10-й резервной армии была переброшена в район ст. Рыбное Рязанской области и заняла там оборону. Участвовала в наступлении под Москвой с 5 декабря, наступая в направлении южнее Тулы. К 26 декабря части дивизии вышли к восточному берегу реки Ока у города Белёв. Наступление продолжалось до 10 января, когда немецкие войска перешли в контрнаступление. Бои продолжались до 8 февраля.

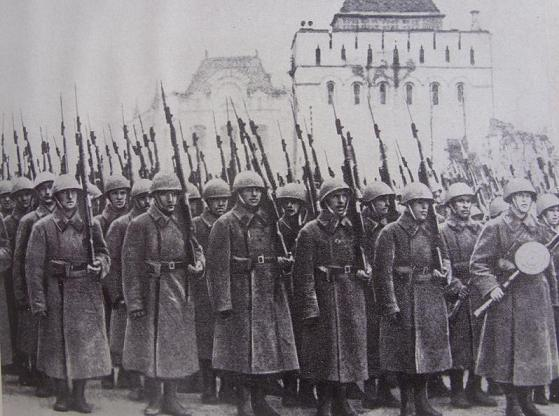
Дивизия на Советской площади у Дмитриевской башни Кремля

С 9 февраля до 5 июля 1942 года дивизия находилась в обороне. 5 июля началось наступление в направлении Лошево, Шубник. 6 июля дивизия форсировала реку Рессета и вела бои до 12 июля, но успеха не достигла.

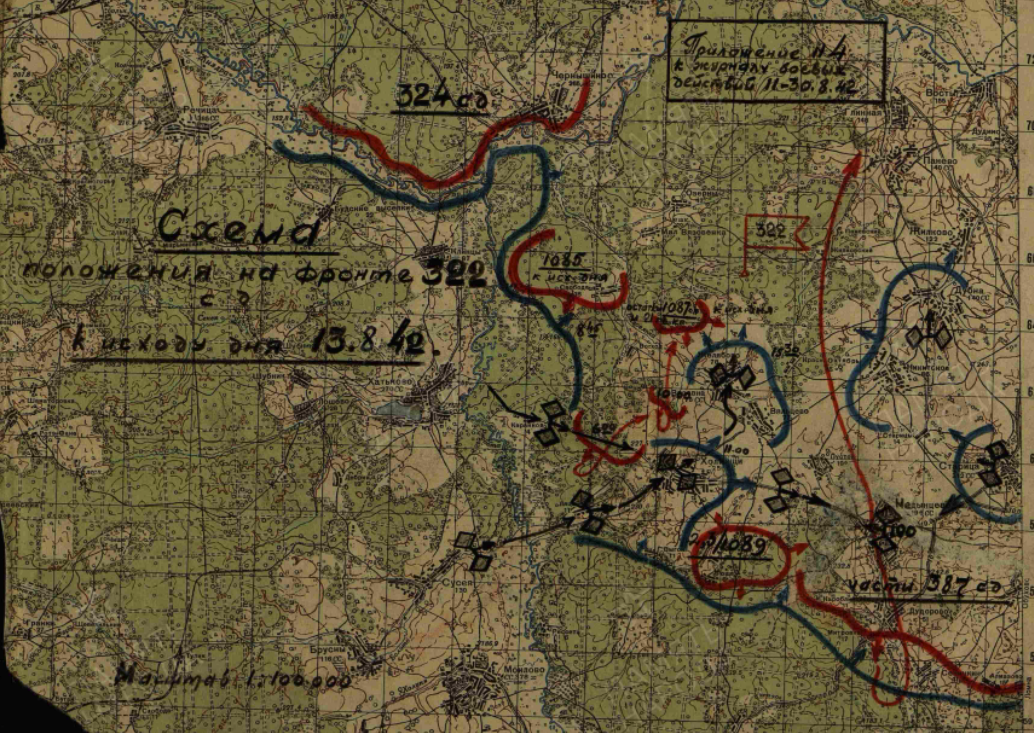
Прорыв полосы обороны 322 стрелковой дивизии во время операции «Вирбельвинд», положение на конец 13 августа 1942 г

К 11 августа дивизия занимает оборону на левом фланге 16 Армии по восточному берегу реки Рессета на фронте в 18 км. В этот день противник перешел в наступление (Операция «Вирбельвинд»), которое продолжалось до 21 августа. Дивизия вынуждена была отступить на новый рубеж обороны. С 18 по 30 августа дивизия пыталась вести контрнаступательные бои, выполняя задачу по прикрытию правого фланга 1 Гв. Кавалерийского корпуса. (см. Контрудар левого крыла Западного фронта в районе Сухиничи и Козельск). За период активных боев с 11 по 30 августа дивизия понесла очень существенные потери (на 11 августа в дивизии находилось около 9 тыс. общей численности/6 тыс. активных бойцов, из них за 20 дней было потеряно около 5 тыс. убитыми, ранеными и пропавшими без вести).
С 20 октября по 29 декабря 1942 года дивизия строила Сухинеческий узел обороны. В течение 30 декабря 1942 — 9 января 1943 года дивизия была переброшена по железной дороге на Воронежский фронт в резерв 40-й армии. 19-го января 1943 г дивизия перешла в подчинение 60-й армии. С 21 января 1943 года дивизия вновь вступила в бой за овладение Прокудино, в дальнейшем наступление продолжалось. Дивизия с 24 января по 5 февраля 1943 года принимала участие в Воронежско-Касторненской наступательной операции. В частности, в период 28-29 января дивизия захватила опорный пункт противника Верхне-Турово. 7 февраля дивизия начала наступление на северо-западную часть Курска. Во время боев в Курске был убит командир дивизии подполковник Перекальский.
В период с 13 по 25 февраля 1943 года шла упорная борьба за овладение населенными пунктами Ольшанка, станция Конышевка, Толкачевка. После овладения этими пунктами дивизия продолжала наступление. К 10 марта 1943 года части дивизии вышли на восточный берег реки Сейм, где в период 13-20 марта сдерживали контратаки противника, а в дальнейшем находились в обороне до конца июля 1943 года.
26 августа 1943 года — переход в наступление в рамках Черниговско-Припятской операции. 19-20 сентября дивизия форсировала Десну и вышла к Днепру, 22 сентября приступила к форсированию Днепра. Затем бои продолжились уже на правом берегу Днепра, в направлении на Чернобыль. В ночь с 29 на 30 сентября дивизия форсировала реку Припять. 1 октября войска дивизии заняли Чернобыль. С 3 октября войска противника перешли в контрнаступление и в результате 4-го октября Чернобыль был оставлен, а войска дивизии отошли на восточный берег Припяти, где находились в обороне весь октябрь. В начале ноября противник продолжил отступление, дивизия продвигалась в направлении Житомира, но с 13 ноября противник начал контрнаступление силами 4-й танковой армии (см. Киевская оборонительная операция (1943)). Войска 60-й армии, в которую входила дивизия, отступили на 30-40 км.

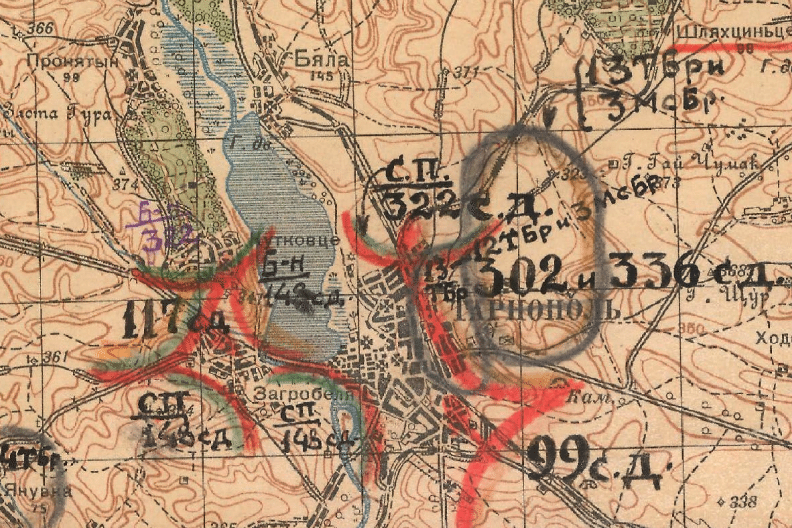
322-я сд в составе 15-го ск во время штурма Тарнополя, 31 марта 1944

 24-го декабря началось новое советское наступление (Житомирско-Бердичевская операция). Войска дивизии участвовали в освобождении Житомира 31 декабря, за что на следующий день дивизия получила почетное наименование Житомирской. В ходе Ровно-Луцкой операции (27 января — 11 февраля 1944 года) 322 стрелковая Житомирская дивизия в составе 15 стрелкового корпуса 60 армии 1 Украинского фронта 11 февраля 1944 года принимала участие в боях за освобождение города Шепетовка Каменец-Подольской (ныне Хмельницкой) области Украинской ССР, за что была награждена орденом Красного знамени. Далее дивизия принимала участие в Проскуровско-Черновицкой наступательной операции (4 марта — 17 апреля 1944 года), в том числе в боях под Тарнополем (Тернополем), который 8 марта был объявлен Гитлером «фестунгом» (крепостью). Бои вокруг и в самом городе продолжались около месяца, были крайне ожесточенными и закончились только 17 апреля. 2 стрелковых полка, артиллерийский полк и отдельный истребительно-противотанковый дивизион 322-й дивизии получили почетное наименование Тарнопольских.

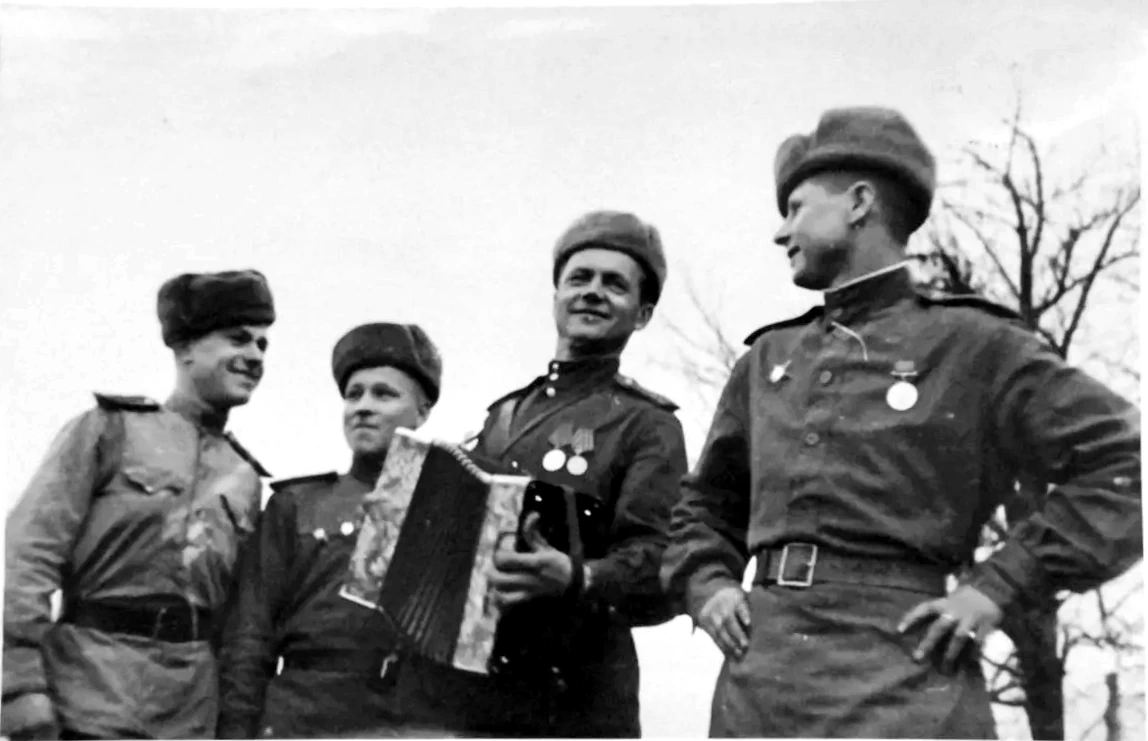
Шесть "языков" взяла в плен за короткий срок эта четвёрка смелых разведчиков 1087-го стрелкового полка 322-й стрелковой дивизии. На снимке: в час досуга. Слева направо: сержант Степан Прокофьевич Нагорный, красноармеец И. И. Калиыинский, старшина Николай Александрович Ветлугин, и ефрейтор Александр Ильич Косторный.

В первые дни Львовско-Сандомирской операции (13 июля — 29 августа 1944 года) дивизия, воевавшая в составе 28 стрелкового корпуса 60 армии 1 Украинского фронта, сыграла важную роль в прорыве обороны немцев на львовском направлении. Преодолев упорное сопротивление противника, дивизия, действуя на направлении главного удара, прорвала вражескую оборону в районе села Белокрыница и развила наступление в направлении на села Перепельники Тарнопольской и города Золочев Львовской области. В результате данного прорыва был образован так называемый «колтовский коридор» — глубокая брешь в обороне противника на глубину 18 км, который был использован для ввода на оперативный простор 3 гвардейской танковой армии, что обеспечило разгром противостоящих войск врага.

Когда части 60-й армии прорвали оборону противника в глубину 18 километров и на 4-6 километров в ширину, образовался узкий коридор прорыва. Он и был использован для ввода 3-й гвардейской танковой армии. В создании этого коридора большая заслуга принадлежит отлично действовавшей 322-й стрелковой дивизии, которой командовал П. Н. Лащенко….
— Дважды Герой Советского Союза Маршал Советского Союза Конев И.С. Записки командующего фронтом.3-е издание. - М.: Воениздат,1982.- С.241.
Сломив в упорных боях 24 — 26 июля 1944 года в районе села Белка-Шляхетская сопротивление противника, части дивизии первыми из пехотных подразделений 27 июля вошли в город Львов. 1089-й стрелковый полк дивизии получил почетное наименование Львовский. 29-го июля 1944 года дивизия вышла к государственной границе СССР и вступила в Польшу. 20-23 августа дивизия участвовала в освобождении польского города Дембица. С 27 августа до начала 1945 года находилась в обороне в районе реки Вислока.
В ходе Сандомирско-Силезской наступательной операции (12 января — 3 февраля 1945 года) дивизия, действуя на краковском направлении в составе 28 стрелкового корпуса 60 армии 1 Украинского фронта, принимала участие в прорыве немецкой обороны в районе местечка Стопница. 13 января дивизия форсировала реку Нида, войдя в прорыв, вступила в бои с противником, овладела селом Юркув и завязала бой за село Сташевице-Нове. 17-21 января участвовала в боях за освобождение Кракова. 27 января 1945 года части дивизии вступили в район Освенцима, овладели городом. На подступах к Освенциму и в самом городе части дивизии освободили около 12 000 узников концлагерей Аушвиц. Принимая участие в Нижне-Силезской наступательной операции (8 — 24 февраля 1945 года) дивизия, не добившись успеха в наступлении, по приказу командующего фронтом перешла к обороне на западном берегу реки Одер. В ходе Верхне-Силезской наступательной операции (15 — 31 марта 1945 года) дивизия принимала участие во взятии города-крепости Ратибор (ныне Рацибуж), где проходила полоса долговременных укреплений, входящих в систему защиты дальних подступов к Берлину. С 10 марта по 5 мая 1945 дивизия принимала участие в Моравско-Остравской наступательной операции, преодолевая район долговременных укреплений на бывшей границе Чехословакии. Боевой путь дивизия завершила 11 мая 1945 года в городе Жамберк Чехии, принимая участие в Пражской наступательной операции (6 — 11 мая 1945 года).

## Награды дивизии
- 1 января 1944 года — «Житомирская» — почётное наименование присвоено приказом Верховного Главнокомандующего от 1 января 1944 года за отличие в боях за освобождение города Житомир
- 17 февраля 1944 года —  Орден Красного Знамени — награждена указом Президиума Верховного Совета СССР от 17 февраля 1944 года за образцовое выполнение боевых заданий командования на фронте борьбы с немецкими захватчиками, освобождение города Шепетовки и проявленные при этом доблесть и мужество.[2]
- 19 февраля 1945 года —  Орден Суворова II степени — награждена указом Президиума Верховного Совета СССР от 19 февраля 1945 года за образцовое выполнение заданий командования в боях с немецкими захватчиками, за овладение городом Краков и проявленные при этом доблесть и мужество.[3]

Награды частей дивизии:
- 1085-й стрелковый Тарнопольский[4] Краснознамённый[5] ордена Кутузова[6] полк
- 1087-й стрелковый Тарнопольский[4] Краснознамённый[5] орденов Суворова[7] и Кутузова[6] полк
- 1089-й стрелковый Львовский[8] Краснознамённый[9] ордена Кутузова[6] полк
- 886-й артиллерийский Тарнопольский[4] Краснознамённый[5] ордена Кутузова[6] полк
- 603-й отдельный сапёрный Дембицкий[10] ордена Красной Звезды[7] батальон

## Состав
- 1085-й стрелковый полк
- 1087-й стрелковый полк
- 1089-й стрелковый полк — подполковник А. П. Мальцев (август 1941- февраль 1942)
- 886-й артиллерийский полк
- 297-й отдельный истребительно-противотанковый дивизион
- 290-й зенитная батарея (610 отдельный зенитный артиллерийский дивизион) (до 23 марта 1943 года)
- 385-я отдельная разведывательная рота
- 603-й отдельный сапёрный батальон
- 774-й отдельный батальон связи (76 отдельная рота связи)
- 408-й медико-санитарный батальон
- 401-я отдельная рота химической защиты
- 388-я автотранспортная рота
- 177-я полевая хлебопекарня
- 746-й дивизионный ветеринарный лазарет
- 15807-я (600-я) полевая почтовая станция
- 764-й полевая касса Государственного банка СССР

Периоды вхождения в состав Действующей армии:
- 30 ноября 1941 года — 11 мая 1945 года

Перечень № 5 Стрелковых, горнострелковых, мотострелковых и моторизованных дивизий, входивших в состав действующей армии в годы Великой Отечественной войны 1941—1945 гг. / А. П. Покровский. — М.: Министерство обороны, 1956. — 218 с.

## Подчинение
| Дата             | Фронт (округ)                               | Армия      | Корпус                             | Примечания |
| ---------------- | ------------------------------------------- | ---------- | ---------------------------------- | ---------- |
| 01.09. 1941 года | Московский военный округ                    | -          | -                                  | -          |
| 01.10. 1941 года | Московский военный округ                    | -          | -                                  | -          |
| 01.11. 1941 года | Резерв Ставки Верховного Главнокомандования | 10-я армия | -                                  | -          |
| 01.12. 1941 года | Западный фронт                              | 10-я армия | -                                  | -          |
| 01.01. 1942 года | Западный фронт                              | 10-я армия | -                                  | -          |
| 01.02. 1942 года | Западный фронт                              | 16-я армия | -                                  | -          |
| 01.03. 1942 года | Западный фронт                              | 16-я армия | -                                  | -          |
| 01.04. 1942 года | Западный фронт                              | 16-я армия | -                                  | -          |
| 01.05. 1942 года | Западный фронт                              | 16-я армия | -                                  | -          |
| 01.06. 1942 года | Западный фронт                              | 16-я армия | -                                  | -          |
| 01.07. 1942 года | Западный фронт                              | 16-я армия | -                                  | -          |
| 01.08. 1942 года | Западный фронт                              | 16-я армия | -                                  | -          |
| 01.09. 1942 года | Западный фронт                              | 16-я армия | -                                  | -          |
| 01.10. 1942 года | Западный фронт                              | 16-я армия | -                                  | -          |
| 01.11. 1942 года | Западный фронт                              | 16-я армия | -                                  | -          |
| 01.12. 1942 года | Западный фронт                              | 16-я армия | -                                  | -          |
| 01.01. 1943 года | Западный фронт                              | 16-я армия | -                                  | -          |
| 01.02. 1943 года | Воронежский фронт                           | 16-я армия | -                                  | -          |
| 01.03. 1943 года | Воронежский фронт                           | 16-я армия | -                                  | -          |
| 01.04. 1943 года | Центральный фронт                           | 60-я армия | -                                  | -          |
| 01.05. 1943 года | Центральный фронт                           | 60-я армия | -                                  | -          |
| 01.06. 1943 года | Центральный фронт                           | 60-я армия | -                                  | -          |
| 01.07. 1943 года | Центральный фронт                           | 60-я армия | -                                  | -          |
| 01.08.1943 года  | Центральный фронт                           | 60-я армия | -                                  | -          |
| 01.09.1943 года  | Центральный фронт                           | 60-я армия | 24-й стрелковый корпус             | -          |
| 01.10.1943 года  | Центральный фронт                           | 13-я армия | 17-й гвардейский стрелковый корпус | -          |
| 01.11.1943 года  | 1-й Украинский фронт                        | -          | -                                  | -          |
| 01.12.1943 года  | 1-й Украинский фронт                        | 60-я армия | 15-й стрелковый корпус             | -          |
| 01.01.1944 года  | 1-й Украинский фронт                        | 60-я армия | 15-й стрелковый корпус             | -          |
| 01.02.1944 года  | 1-й Украинский фронт                        | 60-я армия | 15-й стрелковый корпус             | -          |
| 01.03.1944 года  | 1-й Украинский фронт                        | 60-я армия | 15-й стрелковый корпус             | -          |
| 01.04.1944 года  | 1-й Украинский фронт                        | 60-я армия | 15-й стрелковый корпус             | -          |
| 01.05.1944 года  | 1-й Украинский фронт                        | 60-я армия | 15-й стрелковый корпус             | -          |
| 01.06.1944 года  | 1-й Украинский фронт                        | 60-я армия | 15-й стрелковый корпус             | -          |
| 01.07.1944 года  | 1-й Украинский фронт                        | 60-я армия | 15-й стрелковый корпус             | -          |
| 01.08.1944 года  | 1-й Украинский фронт                        | 60-я армия | 28-й стрелковый корпус             | -          |
| 01.09.1944 года  | 1-й Украинский фронт                        | 60-я армия | 28-й стрелковый корпус             | -          |
| 01.10.1944 года  | 1-й Украинский фронт                        | 60-я армия | 106-й стрелковый корпус            | -          |
| 01.11.1944 года  | 1-й Украинский фронт                        | 60-я армия | 28-й стрелковый корпус             | -          |
| 01.12.1944 года  | 1-й Украинский фронт                        | 60-я армия | 28-й стрелковый корпус             | -          |
| 01.01.1945 года  | 1-й Украинский фронт                        | 60-я армия | 28-й стрелковый корпус             | -          |
| 01.02.1945 года  | 1-й Украинский фронт                        | 60-я армия | 28-й стрелковый корпус             | -          |
| 01.03.1945 года  | 1-й Украинский фронт                        | 60-я армия | 15-й стрелковый корпус             | -          |
| 01.04.1945 года  | 1-й Украинский фронт                        | 60-я армия | 15-й стрелковый корпус             | -          |
| 01.05.1945 года  | 4-й Украинский фронт                        | 60-я армия | 3-й горнострелковый корпус         | -          |

## Командиры
- Филимонов, Пётр Исаевич, полковник, с 25 января 1942 по 28 февраля 1942 года
- Терентьев, Гурий Никитич, полковник, генерал-майор (27.01. 1943 года) с 28 февраля 1942 года по 5 февраля 1943 года
- Перекальский, Степан Николаевич, полковник, с февраля 1943 года по 8 февраля 1943 года
- Иванов, Николай Иванович, полковник, с февраля 1943 года по 31 августа 1943 года
- Лащенко, Пётр Николаевич, полковник, генерал-майор (3.06.1944 года) с августа 1943 года по 31 июля 1944 года
- Зубов, Пётр Иванович, генерал-майор, с июля 1944 года по 31 мая 1945 года

## Отличившиеся воины дивизии
Герои Советского Союза:
- Анощенков, Фёдор Григорьевич, младший сержант, командир орудийного расчёта 886-го артиллерийского полка. Убит в бою 19 августа 1944 года.
- Братусь, Иван Иванович, старший сержант, командир орудия 297-го отдельного истребительно-противотанкового дивизиона.
- Вавилин, Алексей Сергеевич, лейтенант, командир 1 стрелковой роты 1 стрелкового батальона 1087-го стрелкового полка. Погиб в бою. Звание «Герой Советского Союза» присвоено посмертно.
- Васильев, Фёдор Васильевич, красноармеец, наводчик станкового пулемёта 1085-го стрелкового полка. Погиб в бою 16 августа 1943 года.
- Гусев, Николай Фёдорович, майор, командир батальона 1085-го стрелкового полка. Погиб в бою 28 января 1945 года. Звание «Герой Советского Союза» присвоено посмертно.
- Долгий, Степан Иванович, старший сержант, командир орудия 297-го отдельного истребительно-противотанкового дивизиона. Погиб в бою. Звание «Герой Советского Союза» присвоено посмертно.
- Евстигнеев, Александр Семёнович, красноармеец, стрелок 1085 стрелкового полка. Погиб в бою 20 января 1945 года. Звание «Герой Советского Союза» присвоено посмертно.
- Зубов, Пётр Иванович, генерал-майор, командир дивизии.
- Клевцов, Сергей Трофимович, ефрейтор, наводчик станкового пулемёта 1087-го стрелкового полка. Погиб в бою 14 декабря 1943 года.
- Костенко, Антон Николаевич, капитан, командир 385-й отдельной разведывательной роты. Погиб в бою 5 сентября 1943 года. Звание «Герой Советского Союза» присвоено посмертно.
- Курятников, Николай Андреевич, старший лейтенант, заместитель командира батальона 1087-го стрелкового полка. Скончался от полученных ран 10 марта 1944 года.
- Лащенко, Пётр Николаевич, полковник, командир дивизии.
- Малых, Евгений Васильевич, сержант, помощник командира стрелкового взвода 1089-го стрелкового полка. Скончался от ран 20 апреля 1944 года.
- Морозов, Михаил Ильич, старший лейтенант, командир 1-й батареей 886-го артиллерийского полка. Пропал без вести.
- Онищенко, Григорий Харлампиевич, младший сержант, наводчик орудия 886-го артиллерийского полка.
- Патраков, Александр Фёдорович, младший лейтенант, командир взвода 603-го отдельного сапёрного батальона. Погиб в бою 15 июля 1943 года. Звание «Герой Советского Союза» присвоено посмертно.
- Пашин, Пётр Лукьянович, сержант, пулемётчик 1087-го стрелкового полка.
- Перекальский, Степан Николаевич, полковник, командир дивизии. Погиб в бою 8 февраля 1943 года. Звание «Герой Советского Союза» присвоено посмертно.
- Путилин, Василий Сергеевич, красноармеец, связист взвода связи стрелкового батальона 1087-го стрелкового полка. Скончался от ран 4 января 1944 года.
- Разин, Василий Алексеевич, младший сержант, командир сапёрного отделения 603-го отдельного сапёрного батальона. Умер от ран 20 февраля 1945 года.
- Сапалёв, Иван Григорьевич, младший сержант, командир сапёрного отделения 603-го отдельного сапёрного батальона.
- Сараев, Николай Андреевич, красноармеец, сапёр 603-го отдельного сапёрного батальона.
- Тимошенко, Владимир Яковлевич , старший лейтенант, командир батареи 886-го артиллерийского полка.
- Харланов, Иван Степанович, подполковник, командир 1089-го стрелкового полка.
- Чернов, Иван Никифорович, лейтенант, командир стрелковой роты 1089-го стрелкового полка.
- Южанинов, Иван Васильевич, старший лейтенант, командир роты 603-го отдельного сапёрного батальона. Умер от ран 26 августа 1943 года. Звание «Герой Советского Союза» присвоено посмертно.
- Янков, Николай Павлович, капитан, командир дивизиона 886-го артиллерийского полка.
- Ярцев, Павел Петрович, старший лейтенант, партийный организатор 2 стрелкового батальона 1085-го стрелкового полка. Погиб в бою 6 сентября 1943 года. Звание «Герой Советского Союза» присвоено посмертно.

 Кавалеры ордена Славы трёх степеней
- Колосов, Владимир Андреевич, старший сержант, командир расчёта 45-мм пушки 1087-го стрелкового полка
- Люлько, Василий Касьянович, красноармеец, разведчик 1089 стрелкового полка
- Никитин, Дмитрий Степанович, младший сержант, заместитель командира отделения 1085 стрелкового полка
- Тиханович, Михаил Григорьевич, старший сержант, командир отделения 603 отдельного сапёрного батальона
- Юрченко, Пётр Стефанович, старший сержант, командир расчёта 76-мм орудия 1089 стрелкового полка. Погиб в бою 17 апреля 1945 года.